# Classe Orca
Les navires de la classe Orca sont les nouveaux bateaux de formation et de patrouille construits pour les Forces canadiennes. Un contrat de 70 millions $ CAD a été passé pour six navires, avec une option pour deux autres, au début du mois de novembre 2004 à Victoria Shipyards de Esquimalt, CB.

En 2011, les huit navires-écoles de patrouille sont tous actifs.

Ces navires sont notamment utilisés par les cadets de la Marine Royale canadienne afin de parfaire leur instruction navale.

### Articles connexes

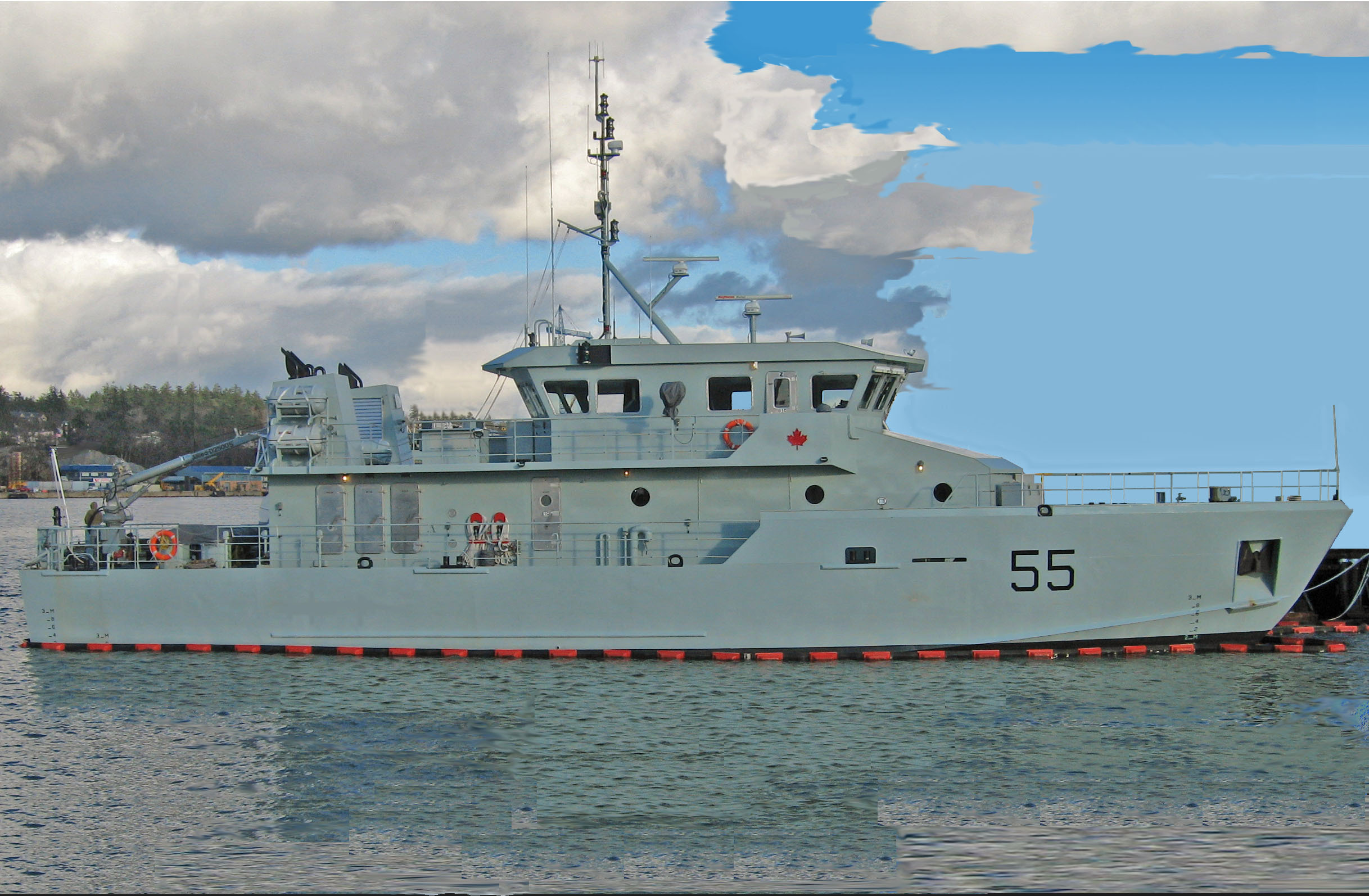
NCSM Orca (PCT 55) à quai

## Les navires
| Nom              | Date de lancement | Date de livraison | État       |
| ---------------- | ----------------- | ----------------- | ---------- |
| Orca (PCT 55)    | 9 aout 2006       | 17 novembre 2006  | En service |
| Raven (PCT 56)   | 10 janvier 2007   | 15 mars 2007      | En service |
| Caribou (PCT 57) | 2 mai 2007        | 31 juillet 2007   | En service |
| Renard (PCT 58)  | 1er aout 2007     | 13 septembre 2007 | En service |
| Wolf (PCT 59)    | 22 octobre 2007   | 29 novembre 2007  | En service |
| Grizzly (PCT 60) | 14 février 2008   | 19 mars 2008      | En service |
| Cougar (PCT 61)  | juin 2008         | juillet 2008      | En service |
| Moose (PCT 62)   | octobre 2008      | 27 novembre 2008  | En service |